# ベンガルワシミミズク
ベンガルワシミミズク（学名：Bubo bengalensis）は、フクロウ科に分類される鳥類の一種。ミナミワシミミズクとも呼ばれる。インド亜大陸の丘陵や岩の多い低木林に生息する大型のミミズクである。茶色と灰色のまだら模様で、喉には黒い縞模様の入った小さな白い斑点がある。以前はワシミミズクの亜種として扱われていた。通常はつがいで見られ、夜明けや夕暮れ時に大きく響く低い鳴き声を上げる。

## 分類
1831年にジェームズ・フランクリンがベンガル地方で採集した標本に基づいて記載し、種小名は同地域に由来する。

## 形態
ワシミミズクの亜種とみなされることもあり、外見が非常によく似ている。顔盤には斑点がなく、黒い縁取りがあるが、この特徴はワシミミズクでははるかに弱い。初列風切の基部には縞模様が無く、赤褐色である。尾には黒い帯よりも幅の広い黄褐色の帯がある。翼をたたんだ際には、肩甲骨に淡い大きな斑点が見える。内側の爪が最も長く、趾の最後の関節には羽毛がない。目の虹彩は橙色で、頭部に耳のような形の羽毛が生えている。くちばしは黒く、趾に羽毛が生えている。
変異が非常に多いため、分類は複雑である。Dementievは本種がワシミミズクと別種である可能性を考えた。Charles Vaurieは本種がサバクワシミミズクと同様に別種であり、変異の一部ではないと指摘した。色の変異が多く、地色は上部が暗褐色である一方、一部は淡く黄色がかっている。色の濃い個体では、縞は後頭部の頭頂部と後頭部で融合しているが、色の薄い個体では狭い。Vaurieはその変異にもかかわらず、小型で色が濃い点から B. b. tibetanus、B. b. hemachalana、B. b. nikolskii とは別種であると指摘している。Stuart Bakerは、生息域全体で2種類の羽毛の変種が見られると指摘した。1つのタイプは背中と肩羽に白い斑点があり、もう1つのタイプは背中の羽毛の白い斑点の数が少なく、背中、首、肩羽の暗い縞が目立つ。
雛は白い幼綿羽を持って生まれ、約2週間後の換羽期に徐々に斑点のある羽毛に置き換わる。約1か月後の換羽期を経て、茶色がかった幼鳥の羽毛になり、上面は成鳥に似ているが下面は綿毛状である。完全な成鳥の羽毛になるのはさらに後である。

## 分布と生息地
低木林や森林に生息し、特にヒマラヤ山脈の南部、標高1,500m以下の岩場付近でよく見られる。多湿の常緑樹林や、極度に乾燥した地域は避ける。茂みに覆われた岩の多い丘や渓谷、川や小川の岸辺を好む。日中は茂みや岩の下、または人里の近くの大きなマンゴーなど、葉の茂った木の下で過ごす。

## 生態
深く響く2音の鳴き声が特徴的で、雄は繁殖期の夕暮れ時に「長い鳴き声」を発する。鳴き声が最も強くなるのは2月の繁殖期である。若鳥はクリック音やシューという音を出し、翼を広げて実際よりも体を大きく見せる。巣作り中の成鳥はジグザグに飛び回り、巣に近づく人間を含む天敵を群れで攻撃する。
一年を通してネズミを食べるが、冬に向けて鳥類が主に捕獲される。獲物の鳥類には、シマシャコ、ハト、インドブッポウソウ、タカサゴダカ、トビ、イエガラス、インドコキンメフクロウなどがある。クジャクほどの大きさの鳥が襲われることもある。ポンディシェリでの研究で確認された獲物には、インドオオアレチネズミ、エリオットヤブネズミ、クマネズミ属、インドハツカネズミ、コオニネズミが含まれ、オオコウモリ属も捕食された。パキスタンでは、チビオオニネズミが重要な獲物となっている。インドノウサギほどの大きさの哺乳類が捕食されることもある。パキスタンではケープノウサギやウーリームササビを捕食している。
齧歯類を捕食する際、獲物を丸ごと飲み込むのではなく、引き裂いて食べる。飼育下では1日あたり約61gの餌を食べる。
営巣期は11月から4月。幅広く丸みを帯びた楕円形の卵を3-4個産む。卵はクリーム色で、手触りは滑らか。土手の窪みの土の上、崖の棚の上、平らな地面の茂みの下に産み付けられる。巣の場所は毎年再利用される。卵は約33日後に孵化し、雛はほぼ6か月間親鳥に養育される。寿命は15-20年。

## 人との関わり
他の多くの大型のフクロウと同様に、不吉な鳥とみなされている。家の上から鳴き声が聞こえると、居住者の死の前兆とみなされる。本種を捕獲して殺す儀式が数多く記録されている。サリーム・アリーはこれらに関連するさまざまな迷信について述べているが、特に広く普及しているものとして2つを指摘している。1つは本種を数日間飢えさせて殴ると、人間のように話し、苦しめる者の将来を予言したり、富をもたらしたりするというもので、もう1つは、本種を小川に落として殺すと、幸運の骨が蛇のように流れに逆らって動くというものである。インドでの捕獲は違法だが、密漁が相次いでいる。

## 画像

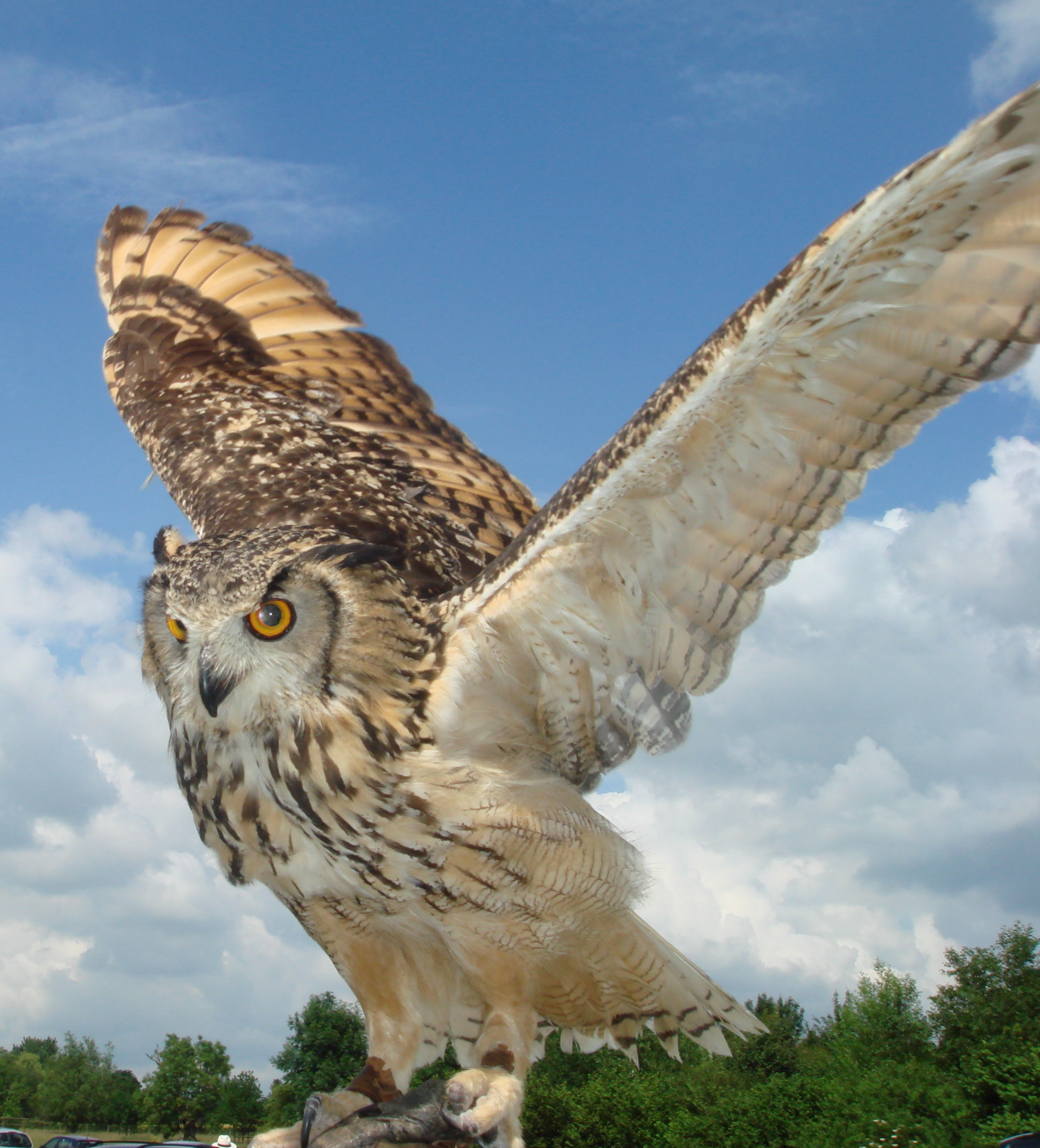
翼を広げた様子。模様がよく分かる
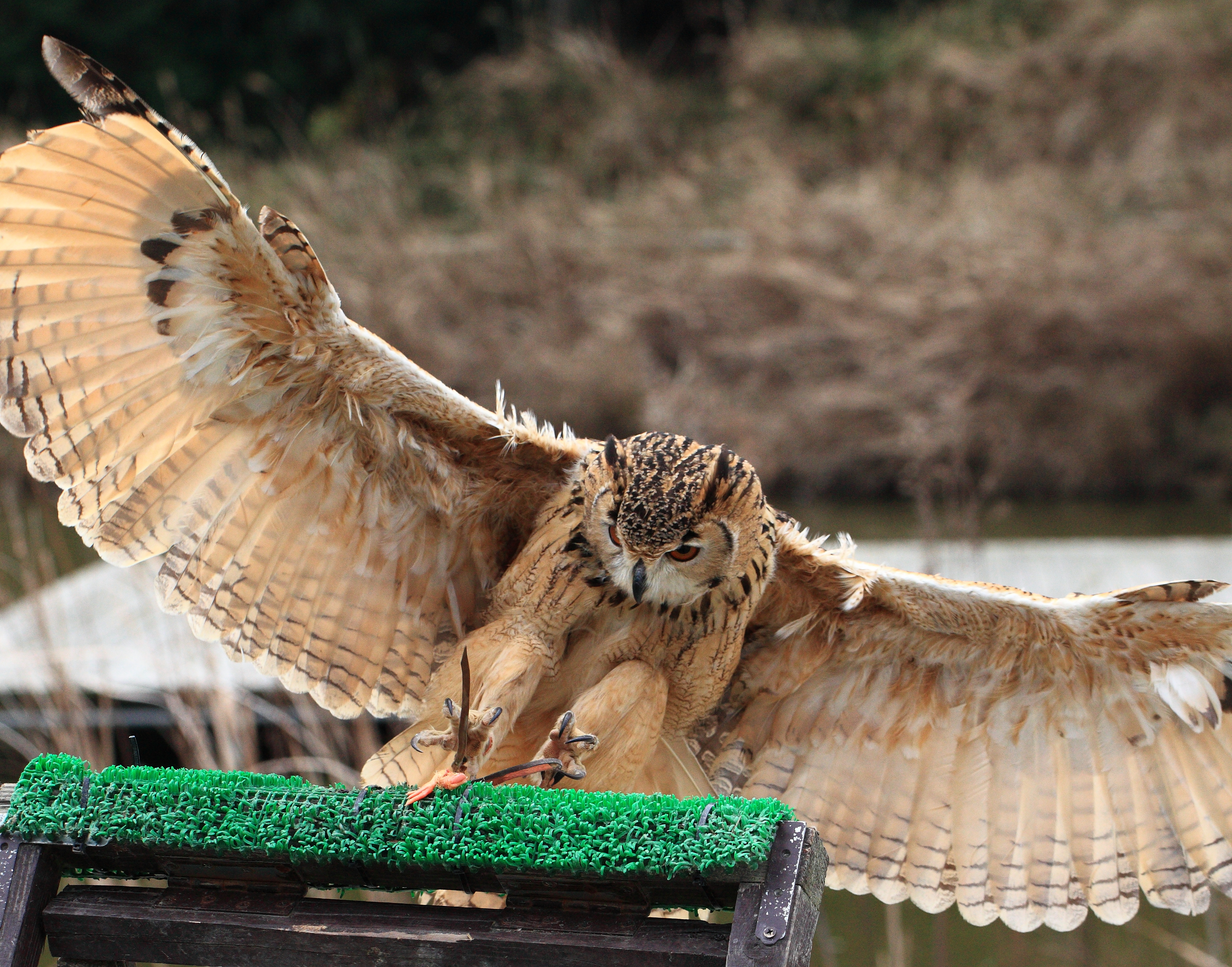
掛川花鳥園飼育個体
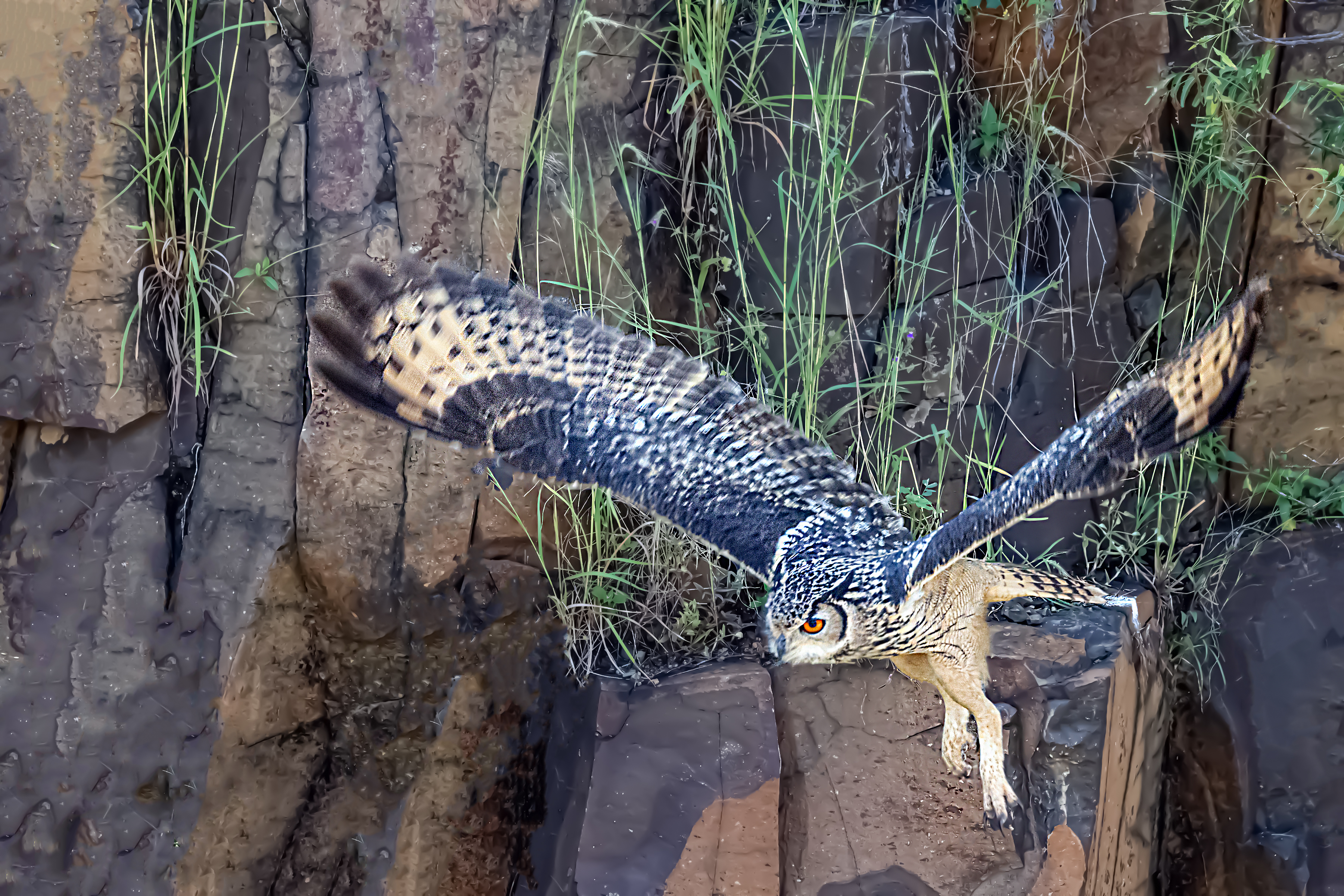
飛翔
岩場に生息する